# Valle de los Cirios
El "Valle de los Cirios" es un Área de Protección de Flora y Fauna ubicada en Municipio de San Quintín, en el estado de Baja California, México. Este sitio fue declarado como área natural protegida el 2 de junio de 1980. Con sus 2 521 776 hectáreas, es el Área de Protección de Flora y Fauna más grande de México, la segunda área natural protegida de México por extensión total solo por detrás de El Vizcaíno, pero la más grande en extensión terrestre, así como una de las áreas naturales protegidas más grandes del mundo. 
Se caracteriza por sus paisajes desérticos y de matorral asociados a grandes núcleos de cirios. A diferencia de la creencia popular, no se trata de un escenario inhóspito, sino de un área con una gran conservación e integridad, definida por su alto nivel de endemismo, que incluye concentraciones abundantes de cactáceas, reptiles y mamíferos grandes. El Valle de los Cirios se encuentra desde 2004 dentro de la Lista Indicativa de México, para ser nombrado Patrimonio Mundial de la Humanidad.

## Aspectos físicos

### Ubicación
| Coordenadas extremas | Latitud N: 29° 11' 24'’ a 30° 01' 48'’ - Longitud W: 114° 12' 36'’ a 115° 10' 12'’ |
| País                 | México                                                                             |
| Entidad federativa   | Baja California                                                                    |
| Municipio            | San Quintín                                                                        |

El Valle de los Cirios se encuentra al sur del estado de Baja California, dentro del municipio de San Quintín, a la mitad de la península de Baja California. Con 2 521 776 hectáreas, abarca la tercera parte de la superficie del estado de Baja California. Colinda al sur con el límite territorial de Baja California Sur. Esta área natural protegida, y otra más, El Vizcaíno, son colindantes, y además las áreas naturales protegidas más grandes de México, juntas superan en extensión al estado mexicano de Quintana Roo. Su extensión está en comunicación a dos mares: Océano Pacífico y el mar de Cortés. 
La Ciudad de Ensenada, se localiza a 318 km al norte del límite de esta área natural siguiendo la Carretera Federal No. 1 (Transpeninsular). Tijuana se encuentra a 428 km, sobre la misma carretera, mientras que Mexicali, capital del estado de Baja California, se sitúa a 325 km, por la Carretera Federal No. 5, que llega hasta San Felipe y continúa hacia el sur en un tramo de terracería. La ciudad de Guerrero Negro, Baja California Sur se localiza a 10 km de distancia del límite sur del área natural y Santa Rosalía a 224 km en la misma dirección.

### Orografía
El Valle de los Cirios es mayormente montañoso, teniendo una fisiografía muy diversa y accidentada, donde se encuentran abundantes sierras, valles, mesas, lagunas secas, cañadas y cauces de arroyos. El extenso litoral está conformado por una sucesión de acantilados y playas, los cuales forman puntas, bahías y ensenadas. Las microcuencas del área se agrupan en dos cuencas hidrográficas: las occidentales que drenan hacia el Océano Pacífico y las orientales que drenan hacia el Golfo de California. 
Los sistemas montañosos más notables en el norte del Valle de los Sirios son las sierras de La Asamblea y Calamajué, ubicadas hacia la costa del Golfo de California. La Sierra de la Asamblea, con una altitud máxima de 1660 metros (5446,2 pies), alberga en su parte superior a la población californiana más sureña del pino piñonero (Pinus monophylla), una población relicta. Cercanos a la costa del Golfo de California, rodeando a la Sierra de la Asamblea, se encuentran tres grandes valles: Calamajué, Laguna Seca y Agua Amarga. 
En el norte, sobre la vertiente del Pacífico, el rasgo más notable es el complejo de mesas y cañones que cubre la zona noroeste, destacando la Mesa de San Carlos y la Mesa de Santa Catarina. Al sur de las mesas se localiza la Sierra de Colombia, la cadena montañosa más importante de la vertiente del Pacífico. Contiguo a la Sierra de Colombia se encuentran un conjunto de mesas: El Gato, El Rincón, El Sauce, Las Lagunitas, La Zorra y El Leoncito.
En la parte norte del área, entre los paralelos 29° y 30° de latitud N, existe un altiplano alagado e irregular alineado centralmente con la Península. Los llanos principales de esta región son los de: San Agustín, Buenos Aires y Santa Teresa. Al sureste se ubica la región de Cataviñá, en donde destacan las mesas: Escondida, Palmarito y Prieta. Al sur de esta zona se presentan las lagunas secas de Chapala y La Güija y los valles de Santa Ana y de San Julián. 
La mitad sur, entre los paralelos 28° y 29º de latitud N, está dominada por la Sierra de la Libertad, la cadena montañosa más destacada del área. Orientada de norte a sur, nace cerca del paralelo 29° latitud N, en las cercanías de Bahía de los Ángeles. En esta sierra se encuentra el Cerro de la Sandía, la mayor elevación del Valle de los Cirios, con una altitud de 1810 m. Acompañando a la Sierra de la Libertad, se encuentran tres sierras más pequeñas: San Borja hacia el Pacífico y Agua de Soda y Las Ánimas hacia la costa del Golfo. Entre estas sierras hay un sistema de valles: Las Flores, Las Ánimas, La Bocana y San Rafael. 
Finalmente, al suroeste, entre el Océano Pacífico y la Sierra de la Libertad, se encuentra el enorme Llano del Berrendo. El extremo suroeste de este llano incluye una extensa área de dunas semimóviles. Entre la Sierra de La Libertad y el llano, donde habitaba el berrendo, se ubican las mesas de Compostela, Las Tinajitas, El Mezquital, La Pelada, Los Burros y Calmallí.

### Clima
| Tipo de Clima (clasificación Köppen) | Descripción | Porcentaje de la reserva |
| ------------------------------------ | --- | ------------------------ |
| BWh                                  | Muy árido, semicálido, con temperaturas medias anuales entre 18 °C y 22 °C, temperatura del mes más frío < 18 °C, temperatura del mes más caliente > 22 °C; lluvias en invierno mayores al 36 % anual.                  | 48 %                     |
| BWk                                  | Muy árido, templado, con temperaturas medias anuales entre 12 °C y 18 °C, temperatura del mes más frío entre -3 °C y 18 °C, temperatura del mes más caliente < a 22 °C; lluvias de invierno mayores al 36% anual.       | 30 %                     |
| Bsk                                  | Árido, templado, con temperaturas medias anuales entre 12 °C y 18 °C, temperatura del mes más frío entre -3 °C y 18 °C, temperatura del mes más caliente < 22 °C; lluvias entre verano e invierno mayores al 18% anual. | 16 %                     |
| Bsh                                  | Muy árido, semicálido, con temperaturas medias anuales entre 18 °C y 22 °C, temperatura del mes más frío < 18 °C, temperatura del mes más caliente > de 22 °C; lluvias entre verano e invierno mayores al 18% anual.    | 6 %                      |

## Decretos
Área de protección de flora y fauna de México: decreto obtenido el 2 de junio de 1980.

## Biodiversidad
De acuerdo al Sistema Nacional de Información sobre Biodiversidad de la Comisión Nacional para el Conocimiento y Uso de la Biodiversidad (CONABIO) en el Área de Protección de Flora y Fauna Valle de los Cirios habitan más de 2, 825 especies de plantas y animales de las cuales 119 se encuentra dentro de alguna categoría de riesgo de la Norma Oficial Mexicana NOM-059  y 95 son exóticas,
El Valle de los Cirios es uno de los desiertos más biodiversos del mundo, en el que habitan cerca de 664 especies de plantas, 215 de aves, 53 de mamíferos terrestres y 53 de reptiles; así como miles de especies de invertebrados, muchos de ellos endémicos. Destaca la riqueza de cactáceas con 46 especies. Varias de las especies, tanto de flora como de fauna, están consideradas especies en peligro de extinción. La integridad natural del Valle de los Cirios permite el libre flujo de numerosas especies de fauna silvestre, además constituye una escala indispensable para especies migratorias de aves, murciélagos y mariposas. También permite la movilidad regional de importantes mamíferos terrestres como el borrego cimarrón, el venado bura y el puma. 

### Flora
El Valle de los Cirios es un rico mosaico de diversos tipos de vegetación. Predominan las plantas del Desierto Sonorense, aunque también es significativa la presencia de vegetación de la Provincia Florística Californiana. Adicionalmente, existen porciones menores de vegetación halófila, vegetación riparia, oasis de palmas y vegetación de dunas y marismas. 
Destacan entre las especies de flora el cirio (Fouquieria columnaris), el cardón (Pachycereus pringlei), el torote (Pachycormus discolor), la gobernadora (Larrea tridentata), varias especies de Ambrosia spp., Agave spp. y Yucca spp.
En el Valle de San Julián, existe una notoria abundancia de epífitas como el toji (Tillandsia recurvata) y líquenes foliosos (Ramalina menziesii). 
Las planicies arenosas del Llano del Berrendo están dominadas por hierba reuma (Frankenia palmeri), palmilla (Yucca valida) y saladillo (Atriplex julacea). 
Un grupo particularmente atractivo es el de las palmas, de las cuales encontramos tres especies en arroyos y oasis del área. La palma azul (Brahea armata) y la palma de abanico de Baja California (Washingtonia robusta), son endémicas de la península. Esta última se distribuye ampliamente en los oasis del sur de la Península y tiene en el Valle de los Cirios su límite de distribución norte. Adicionalmente, 
encontramos a la palma de abanico de California (Washingtonia filifera), cuya área de distribución inicia en California y tiene en el Valle de los Cirios su límite meridional.

### Fauna
Se ha indicado la presencia de al menos 23 especies de alacranes en la región del Valle de los Cirios, de las cuales 13 son endémicas y una endémica de la región de la Misión de San Borja Ádac: Vaejovis montcazieri. Se han descrito hasta ahora 65 especies de mariposa, de las cuales 9 son endémicas. Destacan los esfíngidos (''Sphingidae''), una familia de mariposas nocturnas muy notorias por el tamaño de su cuerpo, velocidad de vuelo y papel como polinizadores. Se han descrito al menos 80 especies de hormigas en el área natural protegida, con 23 endémicas de la Península de California. 
La herpetofauna se compone de un total de 60 especies; siete anfibios y 53 reptiles; 38 % son endémicas de la península de Baja California. Los únicos reptiles venenosos que podemos encontrar son las víboras de cascabel (5 especies), pues las lagartijas y el resto de las serpientes (14 especies) son inofensivas. De las 22 especies de reptiles endémicas de la Península, cuatro están restringidas al estado de Baja California y una al Valle de los Cirios, siendo la lagartija Urosaurus lahtelai conocida solamente en las vecindades de Cataviñá, del Oasis Santa María y Las Arrastras. Es muy probable que las partes altas de las sierras La Asamblea y La Libertad contengan especies de reptiles que no han sido reportadas o que no han sido descritas.
El Valle de los Cirios forma parte del Corredor Migratorio del Pacífico y es usado por algunas aves migratorias neotropicales en su desplazamiento a sitios de hibernación y reproducción. Los oasis y algunos arroyos en el Valle de los Cirios son utilizados por las aves migratorias para descansar y recuperarse de las largas distancias. La avifauna se compone de 215 especies, 2 de ellas en peligro de extinción. Dentro de las aves más notorias tenemos al cuitlacoche ceniciento Toxostoma cinereum mearnsi, endémico de la Península, los zopilotes (Cathartes aura), los cuervos (Corvus corax) y algunas rapaces (el aguililla cola roja (Buteo jamaicensis) y el aguililla rojinegra (Parabuteo unicinctus) usan los cardones y algunos cirios con ramificaciones en penacho como sitios de perchas y de anidación. Las codornices californianas (Callipepla californica), matracas del desierto (Campylorhynchus brunneicapillus) y palomas ala blanca (Zenaida asiatica) se encuentran relacionadas al matorral xerófilo del área natural protegida. También se han reportado avistamientos del águila real (Aquila chrysaetos canadensis) en las partes más altas. 
Sin embargo, lo que tal vez le da más reconocimiento en México a esta área natural protegida, son los mamíferos que podemos encontrar. La mastofauna del Valle de los Cirios está compuesta por 55 especies. Sin embargo, llama la atención la cantidad de subespecies presentes en la zona (74 subespecies), lo cual sugiere que el Valle de los Cirios es un importante centro de especiación. Esto resulta más evidente en la familia de los geómidos (tuzas), ya que en la zona hay una especie (Thomomys bottae) con 7 subespecies. El grupo con mayor número de especies es el de los roedores con 20, seguido de los murciélagos con 17. El grupo de los insectívoros (musarañas) incluye sólo dos especies; este grupo, a pesar de encontrarse ampliamente distribuido, es raro debido a su tamaño poblacional pequeño y a sus hábitos fosoriales, lo que hace que sea muy difícil documentar su presencia. Entre los mamíferos más emblemáticos del Valle de los Cirios, tenemos:
- borrego cimarrón (Ovis canadensis): es una de las especies de mayor carisma en la región, siendo la especie emblemática del estado de Baja California y de la Universidad Autónoma de Baja California (UABC). Se considera que las sierras orientales de la parte central constituyen la región de traslape de las dos subespecies peninsulares del borrego cimarrón: Ovis canadensis cremnobates y Ovis canadensis weemsi.
- venado bura (Odocoileus hemionus): es el único cérvido que se distribuye en la península de Baja California. Dos subespecies: Odocoileus hemionus fuliginatus y Odocoileus hemionus peninsulae se distribuyen en el Valle de los Cirios. La primera tiene su distribución en la parte norte de la península y la segunda en la parte sur.
- puma (Puma concolor): cuenta con tres subespecies en la península, dos de ellas presentes en el Valle de los Cirios, Puma concolor browni y Puma concolor improcera. El puma habita principalmente en las zonas escabrosas y en las más altas.
- gato montés (Lynx rufus): tiene amplia distribución en el Valle de los Cirios, prefiriendo las zonas de vegetación más densa.
- berrendo peninsular (Antilocapra americana peninsularis) habitó principalmente en la región suroeste, hasta la década de 1960 en que fue extirpado del área posiblemente por la cacería. Se han reportado avistamientos recientes y hay una lucha ambiental mexicana por mantener viva esta subespecie del berrendo.

Otras especies de mamíferos que se pueden encontrar en el área son el zorrillo (Spilogale gracilis), el coyote (Canis latrans), la zorrita del desierto (Vulpes macrotis) la zorra gris (Urocyon cinereoargenteus peninsulares), el conejo matorralero (Sylvilagus audubonii) y dos subespecies de liebre cola negra (Lepus californicus): Lepus californicus martirensis y Lepus californicus deserticola.
Es también posible encontrar diversos sitios rupestres en la zona, incluyendo algunas del tipo Gran Mural.